# 날씬다랑어
날씬다랑어(Allothunnus fallai)는 고등어목 고등어과에 속하는 물고기이다. 몸길이는 1m에 몸무게는 12kg인 대형 어류에 속한다.

## 특징과 먹이
날씬다랑어는 매우 날렵한 몸체를 가진 물고기로서 영어권에선 날씬한 참치라는 이름으로도 불리는 물고기이다. 다른 다랑어류에 비해서 더욱 길쭉한 몸을 하고 있으며 등지느러미는 2개가 되는데 제1의 등지느러미가 매우 긴 것이 특징이다. 또한 옆줄이 매우 발달해 있는 어종이며 옆줄을 기점으로 등쪽은 푸른색이며 배쪽은 흰색이다. 또한 가슴지느러미와 골반지느러미는 탈반 부위가 보라색이며 기지의 근처에서 검은색이 된다. 먹이로는 유어일 시기엔 플랑크톤을 먹지만 성어로 자라면 멸치, 청어, 꽁치, 정어리와 같은 작은물고기와 오징어와 같은 두족류, 갑각류를 모두 먹는 육식성어류에 속한다.

## 서식지와 어획
날씬다랑어의 주요서식지는 태평양, 인도양, 대서양의 남부에 주로 서식하며 수심 10~150m에 서식하는 표해수대의 어류이다. 날씬다랑어는 식용으로도 쓰이는 물고기인데 남아메리카, 아프리카, 뉴질랜드, 오스트레일리아에선 날씬다랑어를 잡아서 회로도 먹고 그 외에 다양한 요리를 해서 먹는다.

## 같이 보기
- 고등어목
- 고등어과